# Питељ
Питељ (рус. Питель; лет. Peiteļa) слатководно је језеро смештено на самој граници између Псковске области (Красногородски рејон) Русије и летонске регије Латгалије. Језеро се налази у басену реке Сињаје, преко које је повезано са басеном река Великаје и Нарве, односно са Финским заливом Балтичког мора. Језеро се налази у ниском и доста замочвареном подручју, а једини нешто издигнутији део је источна обала.
Акваторија језера обухвата површину од око 3,8 км², од чега је око 2,0 км² (53%) на територији Русије, а преосталих 1,8 км² (47%) на тлу Летоније. Максимална дубина језера је до 4,5 метара, односно просечна од око 1,5 метара.